# Зеляховски хамам
Зиляховският хамам (на гръцки: Χαμάμ Νέας Ζίχνης) е бивш хамам, османска обществена баня в град Зиляхово (Неа Зихни), Егейска Македония, Гърция.

## Местоположение
Хамамът се намира в югоизточната махала на църквата „Света Параскева“. В османско време махалата се е наричала Джами махала, тъй като на мястото на „Света Параскева“ е имало джамия и мюсюлманско гробище, а улицита пред хамама е била известна като „Хамамска“. По-широкият район, който образува южната половина на Зиляхово и е ограничен на север от главната пазарна улица, се нарича Туркомахала, тъй като тук е живеело мюсюлманско население до изселването му в Турция в 1924 година. Реката, която пресича района от север на юг и минава на изток от църквата е била заобиколен от воденици.
Хамамът е източно от църквата, на стръмен склон и на малко по-високо ниво от пътя. Западната фасада не се вижда, тъй като е засипана в земята. В контакт с източната фасада до 50-те години на XX век е имало сграда, която е служела за хранене и почивка на клиентите на хамама след баня.
След размяната на населението през 1924 година хамамът се използва от малоазийски бежанци, настанени в градчето, до междувоенния период. По-късно е предоставено на бежанското семейство Цувалас, които го използват за склад.

## Сграда
Хамамът датира от края на XVIII - началото на XIX век.
Днес хамамът не се вижда от никаква страна, тъй като е заобиколен от къщи. До 1977 година се вижда южната му фасада, но през тази година сегашните собственици издигат къщата си, като събарят преддверието и купола на топлото помещение. Единствената част от банята, която остава над земята и се вижда днес, е куполът на горещото помещение. Огнището (külhan) с казана и цистерната се намират на север от оцелялата сграда.
Хамамът се е състоял от студена приемна-съблекалня (soyunmalik или camekân), хладка зона (soğukluk или ıliklik), топла зона (sıcaklık или iç hamam) и тоалетна (memsa). Представлява средно голям хамам, със запазени външни размери 10,20 х 8,80 m. Според сведенията на собствениците главният вход на банята е бил от южната страна.